# Nigel Ah Wong
Pour les articles homonymes, voir Wong.

a Compétitions nationales et continentales officielles uniquement.

b Matchs officiels uniquement.
Dernière mise à jour le 8 février 2024.
Nigel Ah Wong, né le 30 mai 1990 à Wellington (Nouvelle-Zélande), est un joueur de rugby à XV international samoan évoluant aux postes d'ailier ou de centre.

## Carrière

### En club
Nigel Ah Wong est né à Wellington en Nouvelle-Zélande dans une famille d'origine samoane. Il est le neveu des internationaux samoans Pat Lam et Alama Ieremia. Nigel Ah Wong est scolarisé dans un premier temps au lycée de Taitā, où il joue au rugby à XV au côté de Brad Shields. Il émigre ensuite à Brisbane en Australie avec sa famille, où il termine sa formation rugbystique.
Formé au poste de troisième ligne, il commence sa carrière au niveau amateur avec le club de Sunnybank Rugby en Queensland Premier Rugby. Il remporte ce championnat en 2011. Plus tard la même année, il effectue une tournée en Europe avec l'équipe des Melbourne Rebels,.
Au début de l'année 2012, il fait partie de l'effectif élargi de la franchise des Queensland Reds,. Il ne dispute aucun match officiel, mais joue une rencontre amicale face aux Hurricanes en juin 2012. L'année suivante, il est promu au sein du groupe professionnel après avoir transitionné vers le poste d'ailier. Il n'est cependant pas utilisé.
Non-conservé aux Reds, il rejoint ensuite le championnat japonais et les Coca Cola Red Sparks pour une saison,. Il fait ses débuts professionnels avec ce club, avec qui il joue cinq matchs.
Après une saison au Japon, il retourne en Australie et s'installe à Canberra, où il joue dans un premier temps avec les Tuggeranong Vikings en ACTRU Premier Division. Ses bonnes performances en club lui permette d'obtenir un contrat de deux saisons avec la franchise des Brumbies pour la saison 2015 de Super Rugby. Toutefois, avant de débuter avec les Brumbies, il dispute le National Rugby Championship (NRC) 2014 avec les Canberra Vikings.
Il joue son premier match de Super Rugby le 4 avril 2015 contre les Cheetahs, en tant que remplaçant,. Il joue sept rencontres lors cette première saison, pour une unique titularisation au poste de centre,. Plus tard la même année, il inscrit six essais en dix matchs avec les Canberra Vikings lors du NRC. Il participe à la finale perdue de son équipe face à Brisbane City.
Lors de sa deuxième saison avec les Brumbies, il voit son temps de jeu augmenter, et s'impose comme le titulaire à l'aile de son équipe en fin de saison,,. Il prolonge ensuite son contrat d'une saison avec les Brumbies.
À l'intersaison 2016-2017, il fait une nouvelle pige dans le championnat japonais, cette fois avec les Suntory Sungoliath,.
Pour la saison 2017 de Super Rugby, il est peu utilisé par les Brumbies (cinq matchs), et voit son contrat ne pas être prolongé à la fin du championnat,.
Dans la foulée de son départ des Brumbies, il part jouer dans son pays natal avec la province des Counties Manukau en National Provincial Championship (NPC). Il joue deux saisons avec cette équipe.
Entre ses deux saisons de NPC, il dispute une nouvelle saison au Japon avec les Kintetsu Liners puis, en 2018-2019, il rejoint une quatrième équipe japonaise : les Kobelco Steelers,.
En 2019, il retourne jouer en Australie avec les NSW Country Eagles en NRC.
L'année suivante, il s'engage avec la province de Manawatu pour la saison 2020 de NPC.
En 2021, alors qu'il est sans contrat professionnel, il retourne jouer avec son ancien club des Tuggeranong Vikings dans le championnat de Canberra.
Au début de l'année 2022, il rejoint peu après le début de la saison la nouvelle franchise des Moana Pasifika en Super Rugby. Recruté sur la base d'un contrat court pour compenser des blessures dans l'effectif, il ne joue que deux rencontres. À la fin de la même saison, il joue une rencontre avec les Blues dans un contexte similaire.
Plus tard la même année, il dispute la saison 2022 de NPC avec Bay of Plenty.
En 2023, il reste sans contrat professionnel toute l'année, mais à tout de même l'occasion de jouer quelques matchs avec l'équipe réserve des Blues.
Malgré cette année délicate, il retrouve un contrat en 2024 en faisant son retour avec les Moana Pasifika en Super Rugby.

### En équipe nationale
Nigel Ah Wong est sélectionné pour la première fois avec l'équipe des Samoa en juin 2022, pour participer à la Coupe des nations du Pacifique 2022. Il connaît sa première sélection le 2 juillet 2022 contre l'équipe d'Australie A. Il dispute trois matchs de la compétition, qui est remportée par son équipe,.
En juin 2023, il est retenu dans le groupe samoan de 40 joueurs sélectionné pour préparer la Coupe du monde 2023. Le 6 août 2023, il est annoncé au sein du groupe définitif pour participer au Mondial en France. Il joue trois matchs lors de la compétition, et inscrit deux essais lors du matchs face à l'Angleterre,.

## Palmarès
- Vainqueur du Queensland Premier Rugby en 2011 avec Sunnybank Rugby.
- Finaliste du National Rugby Championship en 2015 avec les Canberra Vikings.

## Statistiques internationales
- 12 sélections avec les Samoa depuis 2022.
- 10 points (2 essais).
- Sélections par années : 5 en 2022, 7 en 2023.